# Alexandre de Feres
Alexandre de Feres (En llatí Alexander, en grec antic Ἀλέξανδρος) fou tirà de la ciutat de Feres a Tessàlia. Diodor de Sicília diu que va usurpar el poder després de l'assassinat de Jàson l'any 370 aC quan va accedir al poder Polidor, germà de Jàson, al que va enverinar al cap d'un any. Segons Xenofont, Polidor va ser assassinat per son germà Polifró, que al seu torn va morir assassinat per Alexandre, germà o nebot seu, el 369 aC.
Les ciutats de Tessàlia que havien reconegut com a Tagos (rei) a Jàson no volien fer el mateix amb Alexandre, especialment els Aleuades de Larisa, que van demanar ajut a Amintes III de Macedònia. Els macedonis van avançar ràpid cap a Larissa i va poder entrar a la ciutat abans que Alexandre hi arribés. Alexandre va tornar a Feres i una guarnició macedònica va restar a Larissa i a Crannon que també s'havia aliat als macedonis. Amintes es va retirar i el va succeir el seu fill Alexandre I de Macedònia, i els tessalis oposats al tirà, per por de la venjança d'aquest, van demanar ajut a Tebes i el 369 aC el tebà Pelòpides va envair Tessàlia, i van ocupar Larissa i altres ciutats (amb el vistiplau d'Alexandre de Macedònia) però l'any següent (368 aC) Pelòpides va ser atacat a Larissa per Alexandre de Feres, que havia demanat ajut a Atenes, fins que es va establir una treva.
Pelòpides va anar llavors a Macedònia (367 aC), on el jove rei Alexandre havia estat assassinat pel seu germanastre Ptolemeu Alorita (Ptolemeu d'Aloros) i substituït per son germà Perdicas III sota regència de l'assassí. Perdicas i el seu germà petit Filip van ser confiats respectivament a la custòdia de l'atenenc Ifícrates i del tebà Pelòpides. Així aquest darrer i el regent Ptolemeu esdevingueren aliats i la influència de Tebes es va estendre a Tessàlia. El 366 aC els tebans van obtenir de Pèrsia el reconeixement de la seva hegemonia a Grècia i el mateix any Pelòpides i el seu lloctinent Ismènies van anar, amb molt pocs soldats, a Tessàlia per obligar Alexandre de Feres i a les ciutats que li eren fidels a reconèixer aquesta hegemonia. Alexandre de Feres els va atacar prop de Farsàlia i els va fer presoners i els va portar a Feres. Els tebans no els van poder rescatar de moment, ja que un exèrcit enviat a Tessàlia només es va salvar de la derrota pel geni d'Epaminondes que va assolir el comandament a petició dels soldats. Després d'això totes les ciutats tessàlies es van sotmetre a Alexandre de Feres i la influència tebana va desaparèixer.
Una segona expedició dirigida per Epaminondes el 365 aC va assolir la victòria i va obtenir la llibertat dels presoners, encara que no va poder restaurar l'hegemonia tebana sobre Tessàlia. Alexandre va atacar els estats de Magnèsia i Ftiotis, i algunes ciutats van demanar a Tebes d'intervenir. El 364 aC Pelòpides va ser enviat de nou al país amb un exèrcit tebà. Pelòpides va morir en combat a la Batalla de Cinoscèfales. Els tebans van enviar un exèrcit més poderós dirigit per Malcites i Diogiton que va derrotar a Alexandre i va haver de reconèixer l'hegemonia tebana sobre Tessàlia, deixant només a Alexandre el domini de Feres, sota influència de Tebes.
A la mort d'Epaminondes a Mantinea (362 aC) l'hegemonia de Tebes es va ensorrar i Alexandre va recuperar gran part del seu antic poder sobre Tessàlia. Alexandre va fer una incursió sobre les illes de Tenos i altres de les Cíclades, saquejant-les i fent esclaus als seus habitants; va assetjar Peparethos i fins i tot va enviar tropes a l'Àtica ocupant el port de Panormos, a l'est de Súnion. Leòstenes, l'almirall atenenc, el va derrotar i va recuperar Peparethos, però Alexandre es va lliurar del setge a Panormos, va apressar alguns trirrems atenencs i va saquejar el Pireu.
La cambra d'Alexandre era inaccessible, amb guardians per arreu i un ferotge gos a la porta. Alexandre estava casat amb sa cosina Thebe, filla de Jàson que el va assassinar cap a l'any 359 aC, amb la complicitat dels seus germans, un dels quals, Tisifó, el va succeir, però amb Thebe exercint el poder a l'ombra.